# Winchester Guildhall
Winchester Guildhall je občinska stavba v High Street, Winchester, Hampshire. Gre za spomeniško zaščiteno stavbo stopnje II.

## Stara Guildhall
Leta 1693 so poročali, da je bila srednjeveška cehovska dvorana dotrajana; sčasoma je bila sprejeta odločitev, da jo zapustijo in leta 1713 so na zgradili novo cehovsko stavbo. Sama dvorana je bila v prvem nadstropju. V spodnjem nadstropju so nekaj časa bile trgovine, ki so pripadale bolnišnici St John's. Kip kraljice Ane je bil nameščen v niši v prvem nadstropju, skupaj z latinskim napisom: Anna Regina Anno Pacifico 1713 ('Kraljica Ana v letu miru, 1713'); to je bilo darilo poslanca Georgea Bridgesa. Istočasno je bila nameščena vidna ura, darilo sira Williama Pauleta, ki štrli iz parapeta, tako da se vidi vzdolž ulice v obe smeri. Zvonik na strehi je vseboval zvon za policijsko uro, ki je zvonil vsak dan ob 4. in 20. uri; napis na zvonu pravi, da ga je leta 1702 ulil Clemant Tosiear.
Po odprtju nove cehovske stavbe je bila stara stavba prodana; nekaj časa je bilo v njej podjetje za draperije, preden je postalo podružnica banke Lloyds (ki je v pritličju zgradila sodobno pročelje). Stavba, ki je na seznamu razreda II*, še vedno stoji in policijska ura še vedno zvoni vsak večer ob 20.00.

## Nova Guildhall
Vdova kralja Alfreda Velikega, Elswith, je ustanovila samostan in se tam upokojila po moževi smrti leta 899. Samostan je pozneje postal opatija sv. Marije in postal eden največjih samostanov v Angliji, dokler kralj Henrik VIII. Angleški leta 1538 ni ukinil samostanov. Dežela je ostala pod nadzorom krone, dokler je Marija Tudor ni podarila mestni korporaciji zaradi njihove pomoči pri postavitvi njene poroke s španskim Filipom II. leta 1554.
Zamisel o gradnji Guildhall je nastala zaradi povečanja pristojnosti lokalnih svetov s strani centralne vlade, kar pomeni, da je bil potreben večji prostor. Prvotno naročilo za stavbo je obsegalo prostore za policijo, gasilce, sodišča, zapore, muzej, knjižnico, pisarne in sejne sobe, javno razstavno dvorano ter kuhinje in stranišča. Svet je objavil arhitekturni natečaj z zaključnim datumom 31. december 1870 in prejeli so 46 prijav, zmagovalno prijavo – Hastingsova arhitekta Jeffrey in Skiller z neogotsko stavbo, ki je preživljala preporod od leta 1840 in je bila promovirana kot nacionalni slog.
Temeljni kamen je položil nekdanji predsednik spodnjega doma, Charles Shaw-Lefevre, 1. vikount Eversleyski 22. decembra 1871. Novo stavbo sta zasnovala Jeffery in Skiller v neogotskem slogu, zgradila pa jo je Joseph Bull & Sons. Zasnova osrednjega dela je vključevala stopnišče, ki je vodilo do arkadnega vhoda v prvem nadstropju, tri okna v drugem nadstropju z visokim stolpom z uro zgoraj, ki so ga obdajali kotni paviljoni; stolp je vseboval četrtinski stolpno uro Gillett & Bland. Kipi lokalnih zgodovinskih osebnosti so bili postavljeni na sprednji strani stavbe v drugem nadstropju. Uradno jo je odprl lord kancler, grof Selborne, 18. maja 1873.
Leta 1893 je bil dodan prizidek zahodno od prvotne stavbe, zgrajen po načrtih Johna Colsona, s čimer je nastal nov prostor za bankete. Banketni prostor se je kasneje preimenoval v sobo kralja Karla. Guildhall, ki je bila zbirališče občinskega okrožja Winchester, je še naprej služila kot lokalni sedež vlade po ustanovitvi povečanega mesta Winchester leta 1974.
Junija 2009 je bila velika soba v cehovski dvorani obsežno prenovljena s finančno podporo iz zapuščine, ki jo je zapustila markiza Winchesterska; denar je bil zapuščen pod pogojem, da bo uporabljen za izgradnjo javne dvorane v njeno čast, skupaj z njenim portretom v polni velikosti. V skladu z njenimi željami so sobo v njeno čast preimenovali v Bapsy Room in njen ogromen portret v državniški obleki, ki ga je ustvaril Frank Salisbury, je dobil častno mesto v sobi.
Ko je bil leta 2017 restavriran portret kralja Karla I., ki je visel v sobi kralja Karla, je bilo ugotovljeno, da je bil portret prvotno upodobitev Henryja Jermyna, 1. grofa St Albansa, ki ga je ustvaril Peter Lely, ki ga je preslikal drug slikar s podobo kralja. Druge slike v sobi kralja Karla so portret kralja Karla II., prav tako Petra Lelyja,  in portret kraljice Elizabete II., ki ga je naredil Edward Halliday. Na stopnišču je slika otrok Charlesa Pauleta, 13. markiza Winchestrskega, delo Thomasa Stewardsona.
Stavba se je še naprej delno uporabljala za pisarne Sveta in javna srečanja ter največje večnamensko prizorišče v Winchestru, ki je leta 2019 pritegnilo več kot 70.000 ljudi na leto.